# Kraftwerk Pļaviņas
Das Kraftwerk Pļaviņas ist ein Wasserkraftwerk im Bezirk Aizkraukle, Lettland, das die Düna zu einem Stausee aufstaut. Die Stadt Aizkraukle liegt auf der rechten Flussseite in der Nähe des Kraftwerks. Das Kraftwerk ist im Besitz von Latvenergo und wird auch von Latvenergo betrieben.

## Geschichte
Erste Pläne zum Bau von Wasserkraftwerken an der Düna kamen nach der Unabhängigkeit Lettlands im Jahr 1919 auf. In den 1930er Jahren wurde das Kraftwerk Ķegums errichtet. In den 1950er Jahren entstanden dann Pläne zur Errichtung von weiteren Wasserkraftwerken an der Düna. Dies führte 1958 zu Protesten, die sich gegen die geplante Errichtung des Kraftwerks Pļaviņas richteten. Der Bau des Kraftwerks wurde dennoch am 1. November 1960 beschlossen. Mit dem Bau wurde 1961 begonnen und die erste Turbine wurde im Dezember 1965 in Betrieb genommen.

## Absperrbauwerk

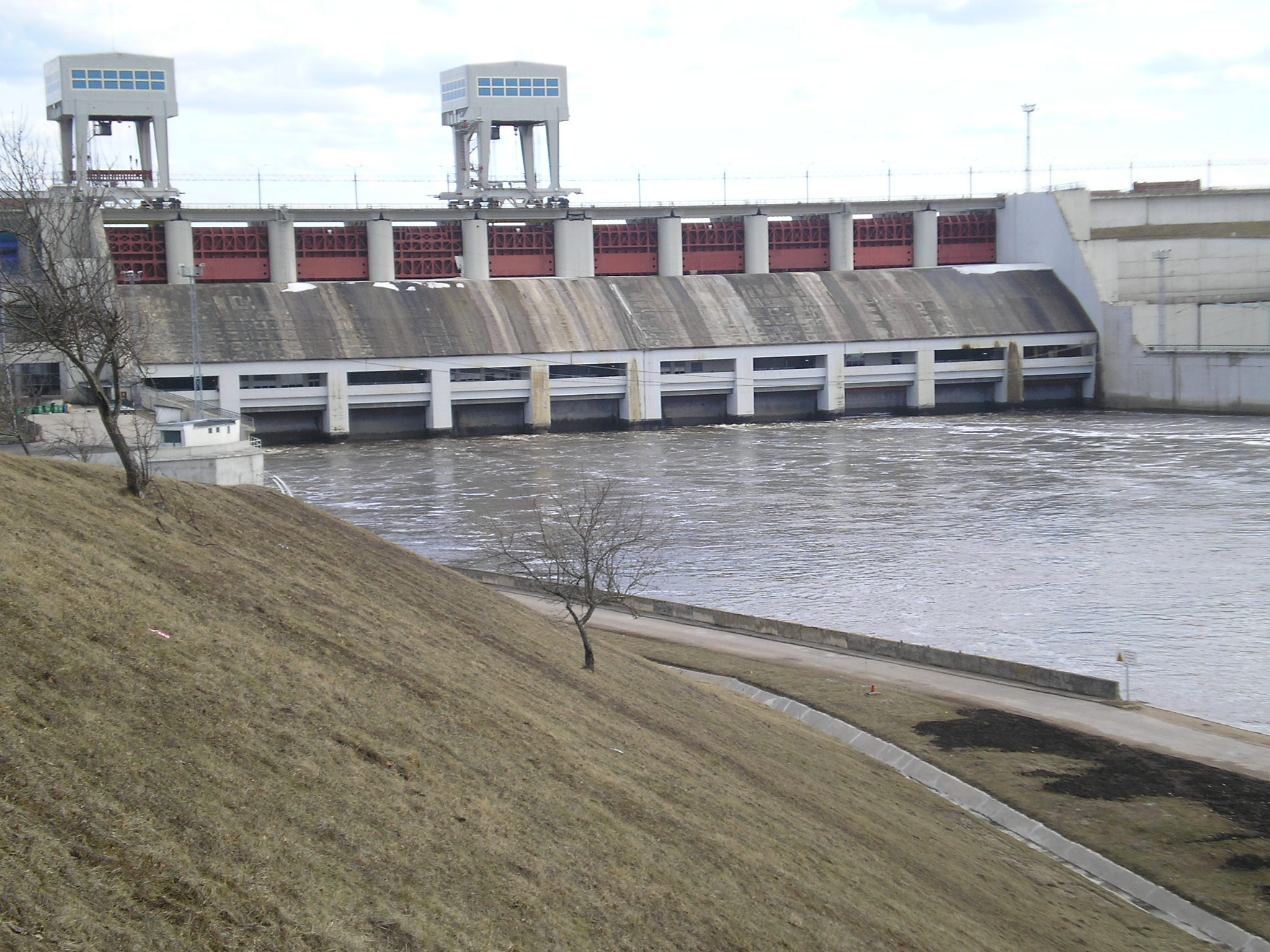
Das Maschinenhaus mit der Wehranlage

Das Absperrbauwerk besteht aus einem Damm auf der rechten Seite (Länge 1220,5 bzw. 1282 m), dem Maschinenhaus und der Wehranlage aus Beton (Länge 158 bzw. 254,4 m) in der Flussmitte sowie einem weiteren Damm auf der linken Seite (Länge 2557 bzw. 2567 m). Die Dammkrone liegt auf einer Höhe von 72 m über dem Meeresspiegel. Die maximale Höhe der Dämme beträgt 42 m. Die Wehranlage befindet sich über dem Maschinenhaus.
Über die Wehranlage können maximal 8640 m³/s abgeführt werden (unter der Annahme, dass ein Wehrfeld nicht geöffnet werden kann). Das Bemessungshochwasser liegt bei 7690 m³/s (Wahrscheinlichkeit einmal in 100 Jahren) bzw. bei 9570 m³/s (Wahrscheinlichkeit einmal in 1000 Jahren). Das wahrscheinlich höchste zu erwartende Hochwasser wird mit 12.600 m³/s angegeben. Der höchste jemals beobachtete Zufluss in die Düna lag im Jahr 1956 bei ca. 14.000 m³/s.
Da die derzeitige Wehranlage für extreme Hochwasser nicht ausgelegt ist, müsste eine zusätzliche Hochwasserentlastung errichtet werden, um eine Überflutung der Dämme (und damit das eventuelle Brechen derselben) zu verhindern.

## Stausee
Bei einem Stauziel von 72 m (maximales Stauziel 73,3 m) erstreckt sich der Stausee über eine Fläche von rund 34,9 km² und fasst 509 Mio. m³ Wasser. Der maximale Zufluss in die Düna bei einem Hochwasser von 9570 (bzw. 12.600) m³/s wird mit rund 13 (bzw. 17) Mrd. m³ Wasser angegeben und liegt damit weit über dem maximalen Speichervolumen des Stausees.

## Kraftwerk
Das Kraftwerk ging 1965 (bzw. 1966 oder 1968) in Betrieb; die installierte Leistung betrug ursprünglich 825 MW. Nach diversen Leistungssteigerungen wird die installierte Leistung mit 855 (bzw. 868 882 883,5 893,5 894 907,6 oder 908) MW angegeben. Jede der 10 Turbinen leistet maximal 88,4 MW.
Die durchschnittliche Jahreserzeugung wird mit 1150 Mio. kWh angegeben. Die Jahreserzeugung schwankt: sie lag 2002 bei 1,376 Mrd. kWh und 2009 bei 1,931 Mrd. kWh. Im Jahr 2017 konnten aufgrund stark erhöhter Wasserführung der Düna 2,434 Mrd. kWh erzeugt werden.
Die maximale Fallhöhe beträgt 40 m.